# Romrod
Romrod är en stad i Vogelsbergkreis i Regierungsbezirk Gießen i förbundslandet Hessen i Tyskland. De tidigare kommunerna Nieder-Breidenbach, Ober-Breidenbach, Strebendorf und Zell uppgick i den nybildad staden Romrod 31 december 1971.